# Electronica
Sous-genres
Indietronica, trip hop, art techno
Genres dérivés
Folktronica, funktronica, jazztronica, electronicore, Neue Deutsche Härte
L'electronica est un genre musical recouvrant une large variété de musique électronique contemporaine. Contrairement à la dance (EDM), certaines chansons electronica ne sont pas nécessairement composées pour danser,. Le genre n'est pas précisément défini, et est caractérisé différemment selon les régions et périodes.

## Définitions
En Amérique du Nord, à la fin des années 1990, l'industrie de la musique populaire adopte le terme d'« electronica » pour définir différents styles incluant techno, big beat, drum and bass, trip hop, downtempo, et ambient, malgré sa première utilisation par les labels indépendants organisateurs de raves et nightclubs « underground », ou par les labels major, et commercialisé pour le grand public. À la fin des années 2000, cependant, l'industrie abandonne le terme d'« electronica » pour celui d'« EDM », un terme dont les racines sont universitaires et associées aux festivals de musiques populaires post-rave electro house et dubstep. Néanmoins, AllMusic catégorise l'electronica comme un genre de haut niveau caractérisé par un groove dansant, mais également par une sonorité relaxante qui peut être écoutée au casque ou dans des salles de repos.
Dans d'autres pays, en particulier le Royaume-Uni, l'electronica est un terme vaste, où il est néanmoins associé aux musiques orientées autre que dance comme les styles expérimentaux de musique électronique downtempo.

## Caractéristiques

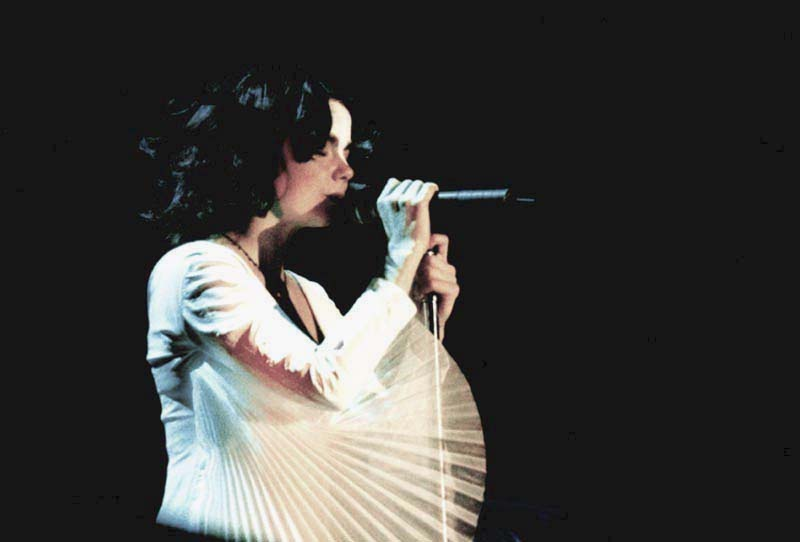
Björk contribue à développer l'electronica dans les années 1990.

L'electronica bénéficie d'avancées en matière de technologie musicale, en particulier d'instruments de musique électronique, de synthétiseurs, de séquenceurs musicaux, de boîtes à rythmes, et de logiciels de création audio. Au développement de nouvelles technologies, un individu ou groupe peut se lancer dans la production de chansons de musique électronique dans de petits studios. À cette période, les ordinateurs facilitent l'usage d'« échantillons sonores » et de « boucles » dans les compositions musicales. Cela mène à une période d'expérimentation créative et au développement de nouvelles formes musicales, dont une qui sera nommée « electronica »,.
L'electronica définit actuellement une large variante de groupes et styles musicaux, associés à un penchant pour la production électronique ; une variante de groupes qui impliquent notamment Björk, Madonna, Goldfrapp et des musiciens IDM comme Autechre, Boards of Canada et Aphex Twin, et de downtempo, downbeat, et trip hop orientés dub. Madonna et Björk sont citées dans la poussée de l'electronica dans la culture populaire, avec leurs albums Ray of Light (Madonna), Post et Homogenic (Björk). Des musiciens et groupes d'electronica qui connaîtront le succès commercial à la fin des années 1980, avant que l'usage du terme ne se répande, incluent notamment The Prodigy, Fatboy Slim, Daft Punk, The Chemical Brothers, The Crystal Method, Epoch, Moby, Electro Arcade, Underworld et Faithless. Des compositeurs d'electronica publient des versions alternatives de leurs compositions, appelées des « remixes » ; cette pratique est également répandue dans des genres musicaux comme l'ambient, le jungle, et la dance. Les chansons electronica regroupent de nombreux éléments sonores extraits de divers genres musicaux.